# Economía de fichas
La economía de fichas (en inglés, Token economy) es una técnica psicológica de modificación conductual que se basa en los principios del condicionamiento operante, utilizada frecuentemente con niños para promover y reforzar las emisiones de determinadas conductas socialmente deseables, seleccionadas y operacionalmente definidas al iniciar el programa. Generalmente se trata de conductas que el niño (o el sujeto) no realizaría espontáneamente, al menos no tan frecuentemente como esperan quienes lo educan o desean modificar su conducta. 

## Descripción de la técnica
La técnica, aunque está basada en desarrollos muy anteriores, incluso del siglo XIX, tales como el «sistema de monitores» del pedagogo inglés Joseph Lancaster (1778–1838), fue formalizada como tal en la década de los años 70 por los autores T. Ayllón y N. H. Azrin y en lo esencial consiste en la entrega de reforzadores positivos (las fichas o puntos) de manera contingente a la aparición de la conducta esperada.
Al poner en práctica esta técnica se define una serie de conductas deseables, que se esperan fomentar. Se define igualmente el reforzador simbólico (por ejemplo, unas fichas, pero también pueden ser cruces en un cuadro, tabas o pegatinas), así como las reglas y condiciones para el intercambio (por ejemplo, se podrá canjear por un premio cuando se alcance una  determinada cantidad, premio que por lo general es inicialmente material o tangible y luego se reemplaza por un reforzador social). Algunas variaciones de la técnica requieren de la definición, también inicial, de las conductas negativas, puesto que del mismo modo en que se recompensan las conductas deseables el programa puede especificar contingencias de castigo directo (tales como aislamiento) o bien pérdida o retiro de las fichas.
Al iniciarse el sistema de economía de fichas, debe reforzarse contingentemente, es decir, entregando una ficha inmediatamente después y cada vez que ocurre la conducta deseada. Cuando la conducta ya se ha adquirido y se emite de manera más estable, deberá reforzarse de modo intermitente, de manera que los intervalos de intercambio se irán espaciando en la medida en que la conducta se consolide.

## Contexto de aplicación
La técnica se utiliza preferentemente en contextos institucionales (escuelas, internados), lo que suele agregar una variable de competitividad entre los participantes, aunque también puede recomendarse a los padres como técnica de modificación conductual que para utilizar en la familia y con los amigos.

## Crítica
En cualquier caso, se trata de una técnica muy controvertida que y mientras sus detractores argumentan que se acerca a formas de manipuladoras de entrenamiento inhumano, los partidarios de este sistema sostienen que el propio hecho de ir acumulando fichas puede ser  un refuerzo interesante para el niño y que su correcta utilización (como un juego y no como una amenaza) servirá además para fomentar la cohesión familiar o grupal.